# Cachorro-vinagre
O cachorro-vinagre ou cachorro-do-mato-vinagre (nome científico: Speothos venaticus), também conhecido como aracambé, jaguacininga, jaguaracambé, janauíra ou januaíra, é uma espécie da família dos canídeos (Canidae) nativo da América do Sul, que é encontrado em florestas da Amazônia. Os cachorros-vinagre são carnívoros e caçam durante o dia, mesmo em cativeiro. Usam troncos ocos e cavidades como tocas de tatu (dasipodídeos; clamiforídeos) como abrigo e têm uma área de vida de 3,8 a 10 quilômetros quadrados (1,5 a 3,9 milhas quadradas). Parecem ser a espécie de canídeo sul-americana mais gregária e há clara dominância dos pais sobre os outros componentes do grupo. A submissão é indicada com uma expressão conhecida como "sorriso de submissão", que no caso da espécie se estende de canto a canto da boca de forma exagerada. Tal dominância é respeitada a ponto de, caso uma a fêmea dominante se reproduza, todos os membros do grupo apresentarão comportamentos aloparentais. A relação familiar entre esses animais é intensa a ponto de influenciar o ciclo reprodutivo.
Os cachorros-vinagre acasalam ao longo do ano e o estro dura até doze dias e ocorre a cada 15 a 44 dias. Como muitos outros canídeos, o acasalamento do inclui um laço copulatório, durante o qual os animais ficam presos juntos. A gestação dura de 65 a 83 dias e normalmente resulta no nascimento de uma ninhada de três a seis filhotes. Atingem a maturidade sexual em um ano e podem viver por até 10 anos em cativeiro. Os cachorros-vinagre adultos têm pelo longo castanho-amarelado macio, com uma coloração avermelhada mais clara na cabeça, pescoço e costas e uma cauda espessa, enquanto a parte inferior é escura, às vezes com uma mancha mais clara na garganta. Indivíduos mais jovens, no entanto, têm pelo preto sobre todo o corpo. Os adultos geralmente têm um comprimento de cabeça e corpo de 57–75 centímetros, com uma cauda de 12,5–15 centímetros. Pesam, em média, 5–8 quilos.
Têm pernas curtas em relação ao corpo, bem como focinho curto e orelhas relativamente pequenas, que os distinguem dos demais canídeos brasileiros. Além disso, apresentam membranas interdigitais que possibilitam hábitos semiaquáticos. Dentre os canídeos brasileiros, é o único que caça em grupos, o permitindo capturar presas muito maiores como a anta (Tapirus terrestris). Sua dieta é exclusivamente carnívora, se alimentando do tatu-galinha (Dasypus novemcinctus), a paca (Agouti paca) e outros roedores de médio porte, como as cutias (Dasyprocta spp.), cutiaias (Myoprocta spp.) e capivaras (Hydrochoerus hydrochaeris). Segundo a União Internacional para a Conservação da Natureza (UICN), é uma espécie quase ameaçada. Encontra-se nessas condições por conta da destruição do seu habitat para extração de madeira e o adensamento humano, além de doenças (raiva, parvovirose e sarna sarcóptica) transmitidas por animais domésticos.

## Nomenclatura e Taxonomia
O Cachorro-vinagre foi descrito em 1842 pelo dinamarquês Peter Lund, conhecido com pai da paleontologia brasileira, desde então os últimos rastros de animais dessa espécie em Minas Gerais foram de animais mortos, o cão vinagre tem muitos hábitos desconhecidos para a ciência nos dias de hoje, o cachorro-vinagre é um canídeo que faz parte do gênero Speothos, que só faz parte o cachorro-vinagre, como ele come roedores de pequeno porte como a Cutia, ele é considerado carnívoro, a classe do cão vinagre é mamífera, seu filo é cordado, e o cachorro-vinagre faz parte do reino animalia.

## Cachorro do Pleistoceno

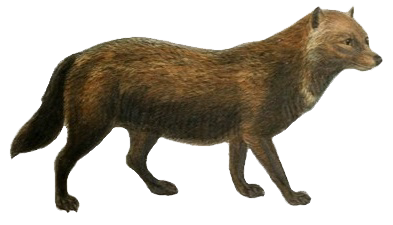
Réplica de Cachorro Vinagre do Pleistoceno

O Cachorro-do-mato-vinagre é a única espécie encontrado do gênero Speothos, mais no passado houve o Speothos Pacivorus, uma espécie de Speothos que surgiu no Pleistoceno Superior, ela foi descrita pela primeira vez por Peter Wilhelm Lund, ao mesmo tempo que fez com seu gênero vivo, ele fez essa descoberta no Brasil, o Speothos Pacivorus pode ser distinguido de sua espécie viva por ser maior que o cachorro-vinagre, com dentes afiados, o Speothos Pacivorus possivelmente foi extinta no Holoceno.

## Nomes comuns
O cachorro-vinagre ou cachorro-do-mato-vinagre é comumente conhecido por outros nomes de origem tupi confirmada ou proposta: jaguaracambé, que depois surgiu na forma abreviada aracambé, advém da junção de de ya'wara (onça) + -akanga- (cabeça) + -pewa (chata), o que dá literalmente "onça de cabeça chata"; janauira que está associado ao nome folclórico Jananaíra e januaíra têm etimologia desconhecida.

## Características físicas
Os cachorros-vinagre adultos têm pelo longo castanho-amarelado macio, com uma coloração avermelhada mais clara na cabeça, pescoço e costas e uma cauda espessa, enquanto a parte inferior é escura, às vezes com uma mancha mais clara na garganta. Indivíduos mais jovens, no entanto, têm pelo preto sobre todo o corpo. Os adultos geralmente têm um comprimento de cabeça e corpo de 57–75 centímetros (22–30 polegadas), com uma cauda de 12,5–15 centímetros (5–6 polegadas). Têm altura de ombro de 20–30 centímetros (8–12 polegadas) e pesam 5–8 quilos (11–18 libras). Têm pernas curtas em relação ao corpo, bem como um focinho curto e orelhas relativamente pequenas. As orelhas arredondadas, as pernas e cauda curtas são as características que o distinguem dos demais canídeos brasileiros. Além disso, esses animais apresentam membranas interdigitais que possibilitam seu hábito semiaquático.
Os dentes são adaptados aos seus hábitos carnívoros. Exclusivamente para um canídeo americano, a fórmula dentária é {\displaystyle {\tfrac {3.1.4.1}{3.1.4.2}}}, com um total de 38 dentes. É uma das três espécies de canídeos (as outras duas são o cão-selvagem-asiático e o mabeco) com molares especializados, tendo uma única cúspide na talônido do dente carniceiro inferior que aumenta o comprimento da lâmina de corte. As fêmeas têm quatro pares de tetas e ambos os sexos têm grandes glândulas odoríferas em cada lado do ânus.

## Comportamento

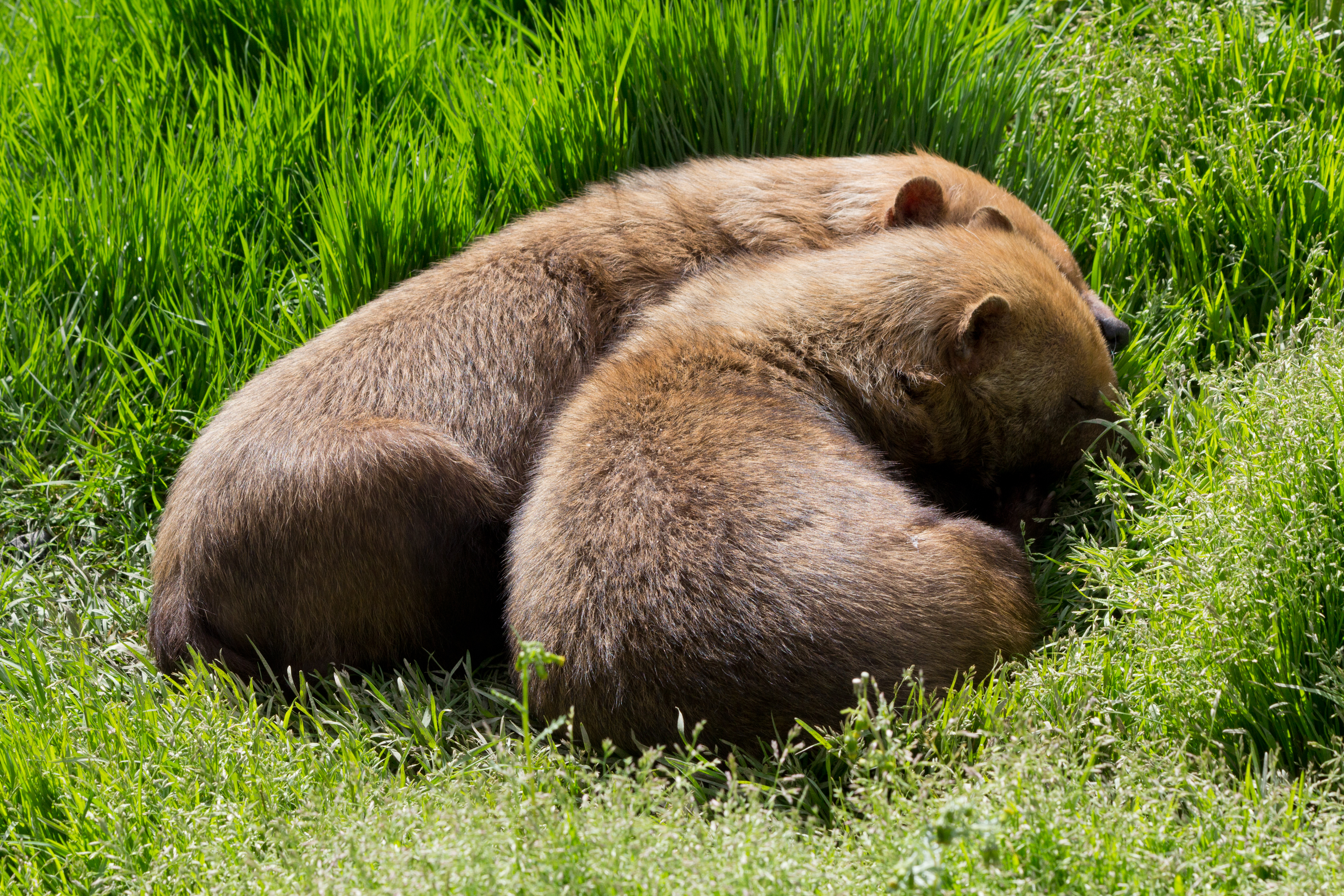
Espécimes dormindo em contato um com o outro

Os cachorros-vinagre são carnívoros e caçam durante o dia, mesmo em cativeiro. Usam troncos ocos e cavidades como tocas de tatu (dasipodídeos; clamiforídeos) como abrigo e têm uma área de vida de 3,8 a 10 quilômetros quadrados (1,5 a 3,9 milhas quadradas). Enquanto comem presas grandes, os pais se posicionam nas extremidades do animal, tornando mais fácil para os filhotes estripá-lo. Parecem ser a espécie de canídeo sul-americana mais gregária. Ao observar um grupo de seis indivíduos, Macdonald (1996) concluiu que a sociabilidade desses animais é compulsiva, tendo como base a quantidade de comportamentos tipicamente afiliativos, tais como: dormirem em contato, uns com outros; deslocarem-se, majoritariamente, em filas indianas e se alimentarem juntos apresentando mínima agressividade uns com os outros. Além disso, observou-se que os atos de um membro dependiam diretamente do que os demais fariam. Por exemplo, caso um dos indivíduos decidir levantar-se após o período de descanso e nenhum dos outros membros do grupo o seguir (preferencialmente em fila indiana), o mesmo retornaria ao grupo e iniciaria a tentativa de incitar os movimentos dos seus similares.
Há clara dominância dos pais sobre os outros componentes do grupo. A submissão é indicada com uma expressão conhecida como "sorriso de submissão", que no caso da espécie se estende de canto a canto da boca de forma exagerada. Tal dominância é respeitada a ponto de, caso uma a fêmea dominante se reproduza, todos os membros do grupo apresentarão comportamentos aloparentais. Inclusive, um desses eventos pôde ser observado na Amazônia peruana, onde um jovem cuidava de um filhote enquanto os adultos forrageavam a área. A relação familiar entre esses animais é intensa a ponto de influenciar o ciclo reprodutivo: fêmeas que são criadas como ambos os pais não entram no estado de estro, e só começam a desenvolver ciclos quando pareadas com um macho. Esse fenômeno ocorre apenas em mamíferos monogâmicos que vivem em grupos familiares.

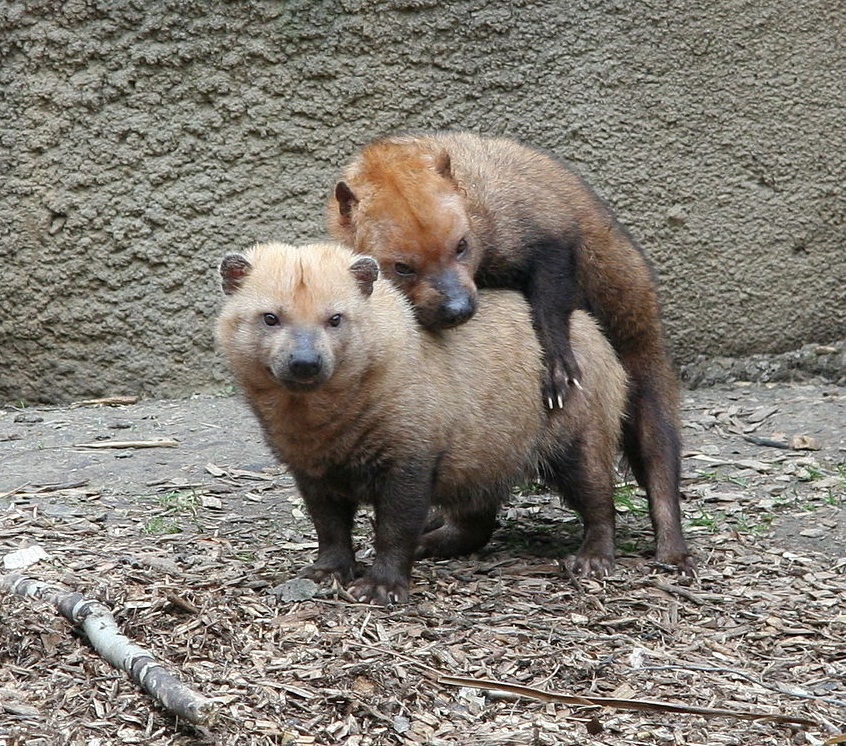
Cachorros-vinagre copulando

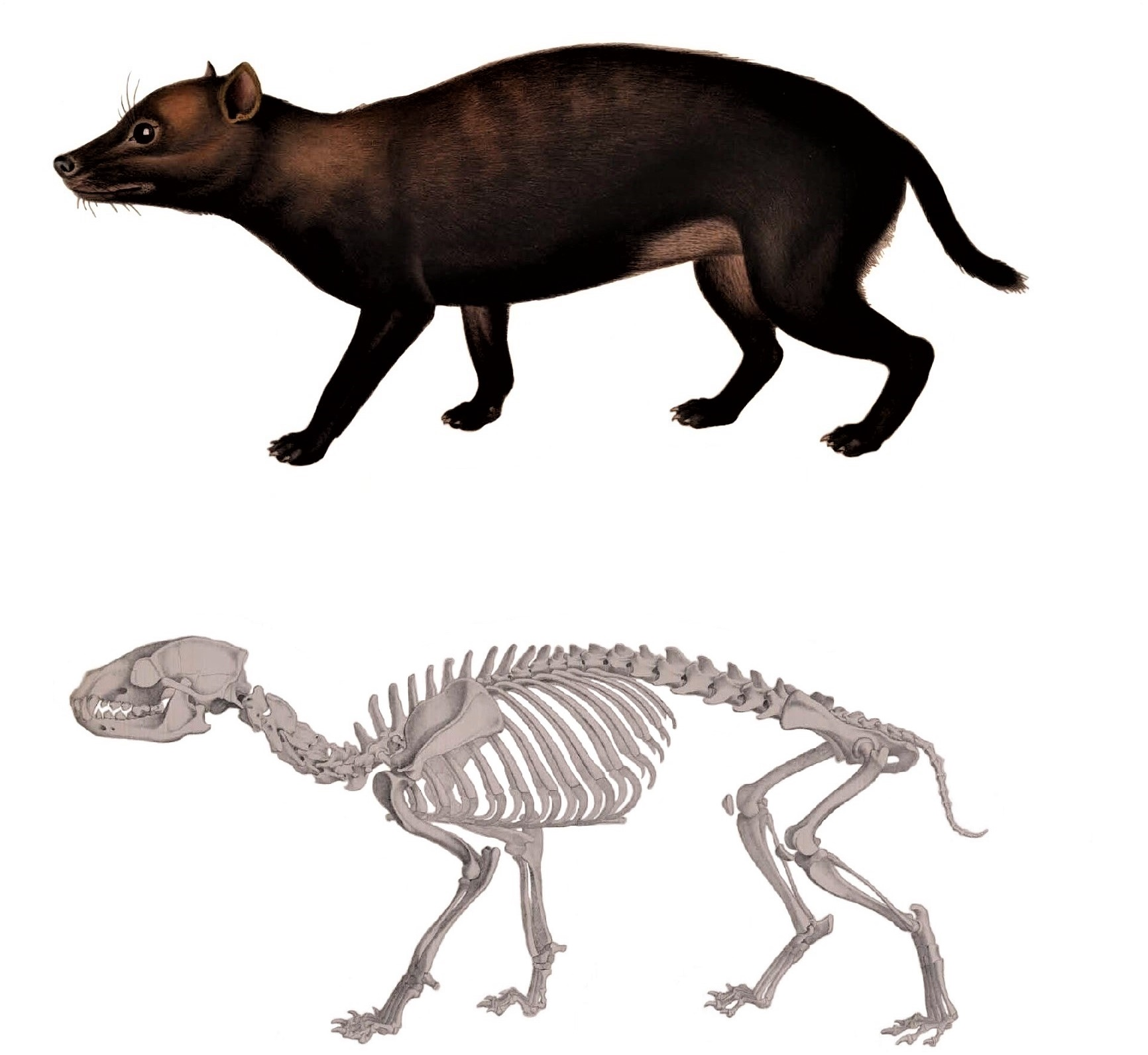
Ilustração de 1836 de Hermann Burmeister

Kleiman (1972) observou que, ao contrário de outras espécies, consegue viver pacificamente com animais familiares do mesmo sexo. Por outro lado, ao serem postos lado a lado com animais não-familiares esboçaram reações completamente opostas, tais como: lutas imediatas e violentas. Devido ao hábito de viver em grupos, é capaz de emitir uma série de chamados de contato, com o intuito de expressar e emitir o estado motivacional do emissor. Essa característica evolutiva pode ter se originado pela necessidade de comunicação entre os indivíduos de um determinado grupo em ambientes onde há dificuldades de manter-se o contato visual. Outro mecanismo utilizado é a urina especializada para cada um dos sexos, que é utilizada tanto como sinais olfativos quanto visuais.

### Gestação
Os cachorros-vinagre acasalam ao longo do ano e o estro dura até doze dias e ocorre a cada 15 a 44 dias. Como muitos outros canídeos, o acasalamento do inclui um laço copulatório, durante o qual os animais ficam presos juntos. A marcação de urina desempenha um papel significativo em seu comportamento pré-copulatório. A gestação dura de 65 a 83 dias e normalmente resulta no nascimento de uma ninhada de três a seis filhotes, embora ninhadas maiores de até 10 tenham sido relatadas. Os jovens nascem cegos e indefesos e pesam inicialmente de 125 a 190 gramas (4,4 a 6,7 onças). Os olhos se abrem após 14 a 19 dias e os filhotes emergem da toca da natividade logo depois. São desmamados por volta das quatro semanas e atingem a maturidade sexual em um ano. Podem viver por até 10 anos em cativeiro.

### Dieta
Dentre os canídeos brasileiros, o cachorro-vinagre é o único que caça em grupos, o permitindo capturar presas muito maiores. Devido a sua condição semiaquática, pode capturar suas presas tanto na terra, quanto na água. Pesquisadores observaram ainda que em determinadas situações, parte do grupo se divide com o intuito de perseguir a presa por terra, enquanto a outra parte do grupo entra na água. Devido a essa especialização, consegue capturar e matar a paca (Agouti paca) – que, por sua vez, tende a se fugir na água. Também já foi registrado o abate da anta (Tapirus terrestris) de 250 quilos. Sua dieta é exclusivamente carnívora. No Pantanal e no Cerrado, a principal presa é o tatu-galinha (Dasypus novemcinctus). Existem pesquisadores que dizem, ainda, que a principal presa do animal é a paca e outros roedores de médio porte, como as cutias (Dasyprocta spp.), cutiaias (Myoprocta spp.) e capivaras (Hydrochoerus hydrochaeris). Na Amazônia peruana, fezes de cachorro-vinagre continham traços de quatis (Nasua), caititus (Pecari tajacu), veados (cervídeos) e tinamídeos (família de aves).

## Distribuição e habitat
O cachorro-vinagre pode ser encontrado desde a Costa Rica e Panamá, na América Central, e em grande parte da América do Sul a leste dos Andes, indo ao sul até o Equador, Peru, oeste da Bolívia, Paraguai, norte da Argentina e sul do Brasil. Especificamente no Brasil, então concentrados sobretudo nos estados do Amazonas, Bahia, Ceará, Paraná, Mato Grosso, Mato Grosso do Sul, Amapá, Pará, Maranhão e Tocantins. Habitam principalmente florestas de várzea com altitude de até 1 900 metros (6200 pés), savanas úmidas e outros habitats próximos a rios, mas também podem ser encontrados em cerrados mais secos e pastagens abertas. Novas observações de grupos de cachorros-vinagre foram registradas no centro-leste (Parque Nacional Barbilha) e sudeste (Parque Internacional La Amistad) na Costa Rica, e em uma parte substancial da cordilheira de Talamanca até 120 quilômetros ao norte-noroeste e em elevações de até 2 119 metros.

### Aparições do Cachorro-Vinagre na Reserva Natural em Goiás
De acordo com o site G1, um Cachorro-Vinagre foi visto pela primeira vez na Reserva Natural Serra do Tombador em Goiás. A descoberta se deu após a análise das câmeras trap como parte do programa de monitoramento de mamíferos de médio e grande porte da Reserva Privada de Patrimônio Natural (RPPN) mantida pela Fundação Grupo Boticário de Proteção à Natureza. O flagrante havia sido obtido no final de agosto de 2020 pelas lentes das armadilhas fotográficas. “A princípio, achamos que fosse uma irara, mas quando analisamos melhor a imagem vimos que se tratava de um cachorro-vinagre. A reação foi de espanto seguido de grande emoção, pois esse registro nunca havia sido feito na reserva”, afirma o administrador da Reserva Natural Serra do Tombador, André Zecchin. A dificuldade de contato com ele resulta em grandes lacunas no conhecimento de sua distribuição geográfica e de seus hábitos. Dessa forma, encontrar o animal na Reserva Natural Serra do Tombador é o princípio de algumas descobertas. “A existência do cachorro-vinagre pode ser entendida como um indicador de qualidade de habitat da nossa Reserva. Mostra como o ambiente fornece todas as condições necessárias para existência dessa e de outras espécies”, define Zecchin. 

### Subespécies
Existem três subespécies reconhecidas:
- Cachorro-vinagre-sul-americano (Speothos venaticus venaticus), com uma distribuição que inclui o sul da Colômbia e a Venezuela, as Guianas, a maior parte do Brasil, leste do Equador e Peru, Bolívia e norte do Paraguai;
- Cachorro-vinagre-panamenho (Speothos venaticus panamensis), com uma distribuição que inclui o Panamá, norte da Colômbia e Venezuela, oeste do Equador;
- Cachorro-vinagre-do-sul (Speothos venaticus wingei), com uma distribuição que inclui o sul do Brasil e o Paraguai, bem como o extremo nordeste da Argentina. As primeiras fotos com armadilhas fotográficas desta espécie na Argentina foram obtidas em abril de 2016 na Reserva Ecológica Privada Selva Paranaense Don Otto, localizada no departamento de Eldorado, na província de Missões, na Argentina.[26][27]

## Conservação e ameaças
Vulnerabilidade
Essa espécie parece ser naturalmente rara em sua região de ocorrência e é altamente suscetível a destruição de habitat e doenças transmitidas por cães domésticos (de Oliveira 2009). A perda de vegetação causando declínios nas espécies de presas contribuíram fortemente para o seu desaparecimento (de Oliveira 2009). Resultados provenientes de fragmentos florestais na Amazônia demonstram que cachorro-vinagre necessitam de grandes áreas florestais (maiores do que 10 000 hectares) para apresentar pelo menos 40% de probabilidade de ocorrência e é pouco provável que consigam persistir fora de áreas de floresta contínua (Michalski & Peres 2005; Michalski 2010). É classificado pela IUCN (União Internacional para a Conservação da Natureza) como uma espécie “Quase ameaçada” e pelo ICMBio-MMA “Vulnerável”.

### Cerrado
Baseando-se em análises quantitativas através de modelagem de viabilidade populacional (VORTEX), parâmetros biológicos e demográficos, além de informações do leste do Mato Grosso, chegou-se à conclusão de que provavelmente, em 100 anos haverá ocorrido a extinção de 100% da espécie. Os fatores observados, tais como: alta mortalidade em decorrência de doenças, principalmente sarna sarcóptica, e o abate por cães domésticos ou pessoas. Em consequência dos dados obtidos, a espécie foi considerada Em Perigo (EN) nesse bioma.

### Mata Atlântica
Na Mata Atlântica a situação é ainda mais crítica, sendo os únicos registros da espécie dos estados de São Paulo e Paraná. O tamanho efetivo da população nessa área é de 178 indivíduos, perdendo apenas para as outras duas maiores subpopulações da espécie no bioma, que são, respectivamente: a do fragmento de Paranapiacaba (SP) e a do Parque Nacional do Iguaçu (PR), não passando de 50 indivíduos adultos da espécie em cada.

### Amazônia e Pantanal
Tanto na Amazônia, quanto no Pantanal, a espécie apresenta melhores condições. Foram calculadas, com base em áreas de vida de grupos monitorados, o tamanho efetivo da população nestas áreas, e chegou-se ao número estimado de 8.813 indivíduos na Amazônia e 367 no Pantanal. A espécie foi considerada vulnerável na Amazônia, baseando-se no critério C1. Já no Pantanal, devido a taxa de desmatamento superior a 10% durante o período de 18 anos – o que compreende a 3 gerações – , e o aumento da mortalidade da espécie, ocasionado por doenças e abate por cães domésticos e seres “humanos”, a espécie foi considerada vulnerável (VU) pelos critérios C2a(i) e D1.
| Categoria de Risco               | Estado       | Pesquisa realizada por:                         | Ano  |
| -------------------------------- | ------------ | ----------------------------------------------- | ---- |
| Considerada Vulnerável (CV)      | Paraná       | IAP - Instituto Ambiental do Paraná             | 2010 |
| Criticamente em Perigo (CR) A2ac | Minas Gerais | COPAM - Conselho Estadual de Política Ambiental | 2010 |
| Dados Insuficientes (DD)         | São Paulo    | --                                              | 2010 |

Nas avaliações feitas nos anos de 1982, 1986, 1988, 1990, 1994, 1996 e 2004, a espécie foi considerada vulnerável (VU).
As principais ameaças à continuidade da existência da espécie são a perda e degradação do seu habitat causadas pelo desmatamento, exploração madeireira e adensamento humano, a perda de base de presas causada por esses fatores e/ou pela caça dirigida às presas da espécie e doenças (raiva, parvovirose e sarna sarcóptica) transmitidas por animais domésticos.

## Aparições

### Goiás
O Animal Selvagem cachorro-vinagre foi registrado em uma reserva ambiental em Niquelândia, foi o primeiro registro de um cão vinagre na região, o registro foi feito em 2022, mais só foi divulgado 1 ano depois após analise das imagens, o vídeo foi feito pelas câmeras que monitoram a fauna do projeto Monitoramento Participativo da Biodiversidade conduzido pela Legado Verdes do Cerrado, especialistas comprovam que o canídeo é mais raro que o Lobo-guará

### Rondônia
Em 2022, uma fêmea de cão vinagre foi encontrada em Rondônia, foi levada para o Zoológico de Brasília no mesmo ano cujo foi encontrada, um ano depois foi levada ao Zoológico de São Paulo para encontrar seu pretendente

### Mato Grosso

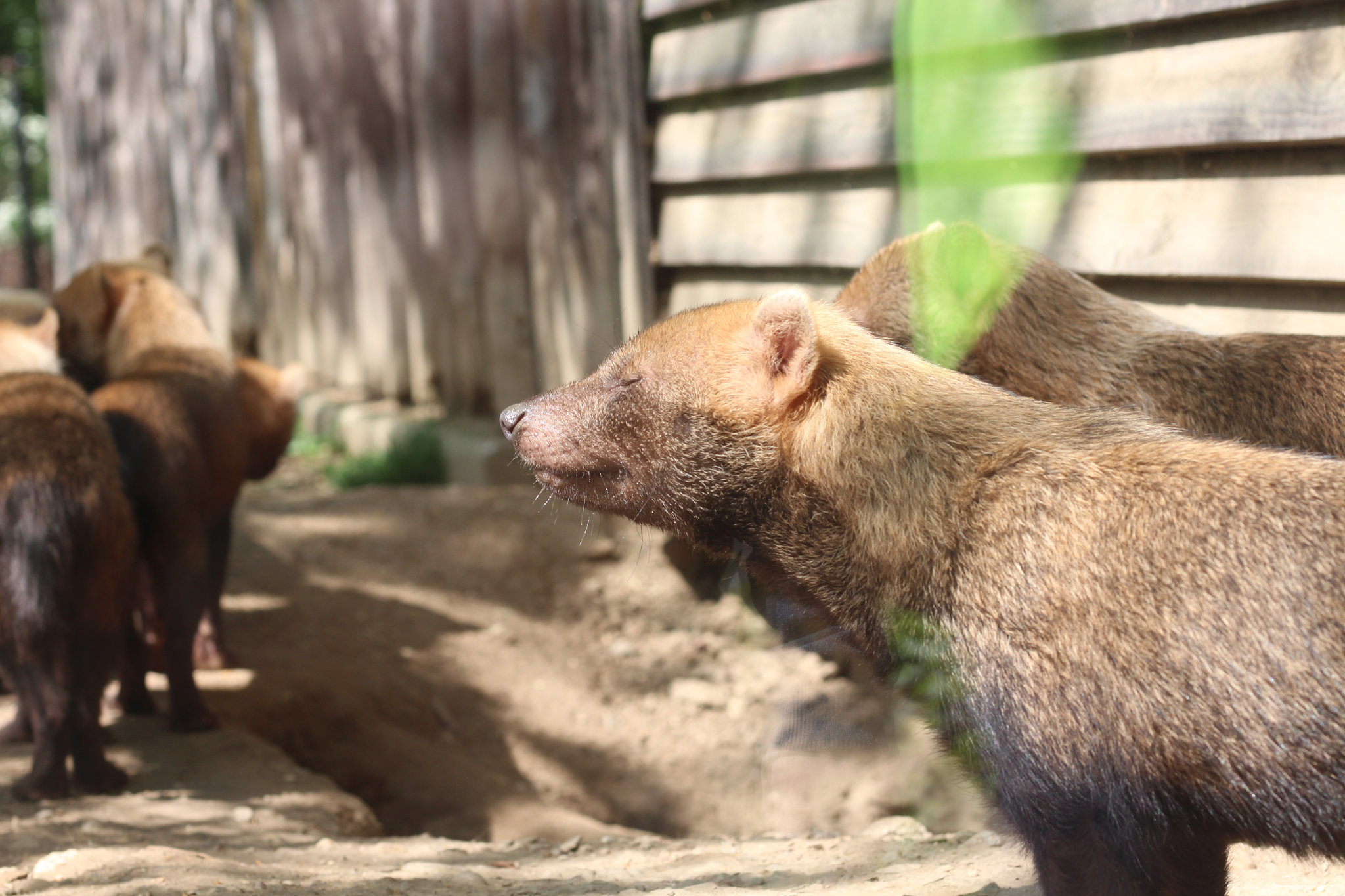
Cachorro-vinagre em um Zoológico em Praga, República Tcheca

Um cachorro-vinagre resgatado no Mato Grosso foi encaminhado para o BioParque vale Amazonas em Parauapebas, um munícipio no Pará, o animal é uma fêmea adulta e está na lista dos animais vuneráveis em risco de extinção, publicado pelo Ministério do Meio Ambiente e Mudança do Clima

### São Paulo
Em São Paulo os cães vinagre só podem ser vistos no Zoológico de São Paulo e no Zoológico de Americana, um casal de cães vinagre foi levado para o Zoológico de São Paulo para um projeto de reprodução de cães vinagre, no Zoológico de Americana três canídeos dessa espécie foram levados para o Zoológico de Americana á 125 km de São Paulo

## Acidentes
Cachorros Vinagres são várias vezes vistos em acidentes envolvendo carros, muitas vezes em rodovias, no Mato Grosso um canídeo dessa espécie foi encontrado em estado grave, o animal estava andando sozinho pelas margens da BR-163, depois de ser internado na UFMT o canídeo não resistiu e morreu
No Paraná um cão vinagre foi resgatado depois de ser atropelado na BR-376, no Paraná, ele foi atropelado no km 460, em Ponta Grossa, o animal foi salvo por um policial rodoviário federal que o encontrou á margem da rodovia, o cão foi encontrado com ferimentos na cabeça mais logo melhorou.

## Extinção
O Cão vinagre é ameaçado de extinção pela perda de seu habitat, com o desmatamento e desflorestamento de sua região, outro motivo é a diminuição das presas do canídeo como a Cutia
o desmatamento na região onde o cão vinagre mora está acarretando na perda de muitas espécies da região, cujo é o cachorro-vinagre, com a perda de presas do cachorro-vinagre o cão não vai ter mais uma cadeia alimentar, cuja ele se alimenta, sem o que se alimentar o cão não vai resistir muito tempo segundo vários especialistas.

## Outros Países
O Cão vinagre está em outros países somente em cativeiro, como é o caso do Prague Zoo, mais essa espécie é somente nativa na América do Sul e Central.